# Olsztyński Kurier Obywatelski
Olsztyński Kurier Obywatelski – tygodnik regionalny, ukazujący się od 2 grudnia 1989 r. do końca sierpnia 1990 r.
Tygodnik wydawała Miejska Rada Narodowa, a po wyborach samorządowych w maju 1990 – Rada Miasta Olsztyn. Redakcja mieściła się w ratuszu. Redaktor naczelny Bohdan Kurowski, a zespół tworzyli: Krzysztof Panasik, Wacław Radziwinowicz, Tadeusz Prusiński, Janusz Soroka, Paweł Krupa, Andrzej Zakrzewski, Piotr Płaczkowski.